# Armour (Ontario)
Armour to gmina (ang. township) w Kanadzie, w prowincji Ontario, w dystrykcie Parry Sound.
Powierzchnia Armour to 164,1 km².
Według danych spisu powszechnego z roku 2001 Armour liczy 1326 mieszkańców (8,08 os./km²).